# Guasones
Guasones es una banda argentina de rock formada en la ciudad de La Plata, Buenos Aires, a principios de los años '90. Su vocalista y líder histórico es Facundo Cruz Soto, seguido por Maximiliano Tymczyszyn como guitarrista principal y Damián Celedón en la batería. Su discografía hasta la fecha data de la edición de 9 álbumes de estudio y otros 3 grabados en vivo/directo.

## Historia

### Primeros años
Guasones se forma en La Plata, a finales de 1991 y principios de 1992 donde Facundo Soto y José Tedesco quienes, según se dice, se habían conocido previamente en una comisaría de la Ciudad tras una razia en el Bar Parrayo, decidieron juntarse a tocar para formar su propia banda. Lo que significaría el nacimiento de Guasones. 
Comenzaron llamándose Nina´s Roll en homenaje a la tía abuela de Soto, pero adoptarían Guasones al poco tiempo. Luego del paso de distintos integrantes, la banda encuentra su formación definitiva siendo a la fecha, Facundo Soto, Maximiliano Timczyszyn y Damián "Starky" Celedón, los integrantes que permanecen desde su principio. A estos se le suma Esteban Monti en el bajo, quién se agregó unos pocos años después. En los comienzos grabaron un demo en 1991 con tres temas: El gato tarado, Súbete al coche y Jumpin' Jack Flash de los Rolling Stones. Al año siguiente grabaron una versión de El Rey. 
De la mano de su actual cantante Facundo Soto y el ahora exguitarrista José Tedesco, en el proceso de conformación del grupo recibieron el apoyo del legendario baterista Black Amaya (integrante de Pappo's Blues, Billy Bond y Pescado Rabioso entre otras bandas). 
Con Black Amaya grabaron un demo en un estudio ubicado en el barrio de Paternal, perteneciente a miembros de la banda Bravo. Allí grabaron un demo, con los temas "Ya lo vieron" y "A mi lado", con la formación que venía desde 1995 y que ya había realizado la primera gira en la costa atlántica en aquel verano, integrada por: Soto, Tedesco, Maxi T., Javier Tedesco (hermano de José), Fernando Muto y Pancho Niño Gómez. La banda comenzó a dar sus primeros shows en algunos bares de la ciudad, por ejemplo "El Estudio", generando convocatorias que ya superaban las 600 personas, Bar Princesa, Teatro Coliseo Podestá, entre otros puntos.

### Periodo 1998 a 2001: primeras grabaciones
Al ganar algo de reconocimiento y apoyo salen de gira y comienzan a tocar como soportes de importantes bandas como Blues Motel, Caballeros de la Quema y Divididos. Tras aquella presentación del año 1998 en el Bosque con Divididos, comenzaron a organizar fechas en clubes como Sporting, Reconquista y Universitario con el afán de juntar dinero para poder producir su primer disco, que sería editado en el año 2000 con el nombre de Guasones. 
Este primer disco de la banda rioplatense grabado en Del Cielito Records, recibió duras críticas de parte de la prensa, en especial del crítico de rock Esteban Pintos de la revista Rolling Stone, a quién luego le dedicarían un verso en el próximo disco de la banda.
Un año más tarde, en el 2001, editan el disco "Con la casa en orden", el cual fue presentado en Cemento teniendo como invitados especiales a Juanse de Ratones Paranoicos y Black Amaya, en una noche inolvidable para la historia de la banda. Tiempo después es presentado en el Club Universitario de La Plata. En el año 2003 la banda edita Cómo Animales que sería su tercer disco y con el cual realizarían presentaciones en Atenas, Universal, C-mento y El Teatro.

### Giras y rumores de separación (2004)
Luego del accidente que sufrieran cuando regresaban de Mendoza en la Autopista Buenos Aires – La Plata en marzo de 2004, comenzaron a correr los rumores de una posible separación de la banda, algo que Facundo Soto se encargaría de desmentir ante su público el 24 de abril de ese mismo año, cuando la banda se hiciera presente en el escenario de Universal. Meses después y mientras se encontraban en pleno proceso de producción del disco que sucedería a Como Animales, se sucede el alejamiento del guitarrista, José Tedesco, uno de los fundadores y pilares de la banda, situación que generó cierta incertidumbre entre sus seguidores. 
Pero el resto de la banda decidió seguir adelante con su proyecto y con sus sueños e invitaron al guitarrista “Pota” Saavedra a formar parte de la misma como músico invitado para cubrir la ausencia de José Tedesco. Al día de hoy siguen los conflictos y cruces entre Tedesco y la banda por la polémica desvinculación del guitarrista. Y aunque los seguidores de la banda más de una vez han intentado que José Tedesco regrese a Guasones, esto es prácticamente imposible según las declaraciones de Facundo Soto y del mismo Tedesco.

### Consagración masiva:Toro rojo
En el 2005 se produce el lanzamiento de su cuarta placa discográfica, la cual llevaría el nombre de Toro rojo, con la cual la banda lograría gran notoriedad a nivel nacional. De este material, se destacan los éxitos: «Reyes de la noche», «Flores negras», «100 años» y «Down». La participación del Pota Saavedra no duraría mucho tiempo y llegaría el tiempo de Martín Wrotniak para ocupar el lugar de segunda guitarra. 
El 2006, fue un año de gran suceso para la banda por la gran cantidad de shows que brindaron a lo largo y a lo ancho del país, destacándose los recitales de Atenas en La Plata y la llegada Obras “El Templo del Rock” donde se produciría la grabación de lo que sería su primer DVD y su quinto Cd. Así fue como en el 2007 sale al mercado El Rock de mi vida, Cd / DVD que reflejaría parte del show realizado el 18 de noviembre de 2006. 
El 2007, fue otro año cargado de shows por todo el país, destacándose los recitales de Atenas del 21 de abril (donde se produciría la presentación de Gonzalo Serodino en reemplazo de Martín Wrotniak) y el del Estadio Obras del 11 de agosto. El 2 de julio de 2008 realizaron un show para la radio Mega en Niceto Bar, el cual resultaría ser el último recital de Fernando Muto en percusión, quien decidió abandonar el escenario y acompañar a la banda desde la producción. Veintiún días más tarde, más precisamente el 23 de julio, salió a la venta su nueva placa discográfica titulada Esclavo, bajo la producción de Alfredo Toth y Pablo Guyot, los mismos productores del disco "Toro Rojo". 
En mayo de 2009, ofrecieron un concierto importante en el Luna Park de la Ciudad de Buenos Aires. También grabarían un CD-DVD del concierto de aquella noche. Esta fue la primera de las cuatro presentaciones de la banda hasta el momento en el mítico estadio porteño. En 2010 salió a la venta su séptimo álbum de estudio, titulado "Vol. 7 - 1/2", que recopila los grandes éxitos de la banda hasta el momento.

### A partir de 2011

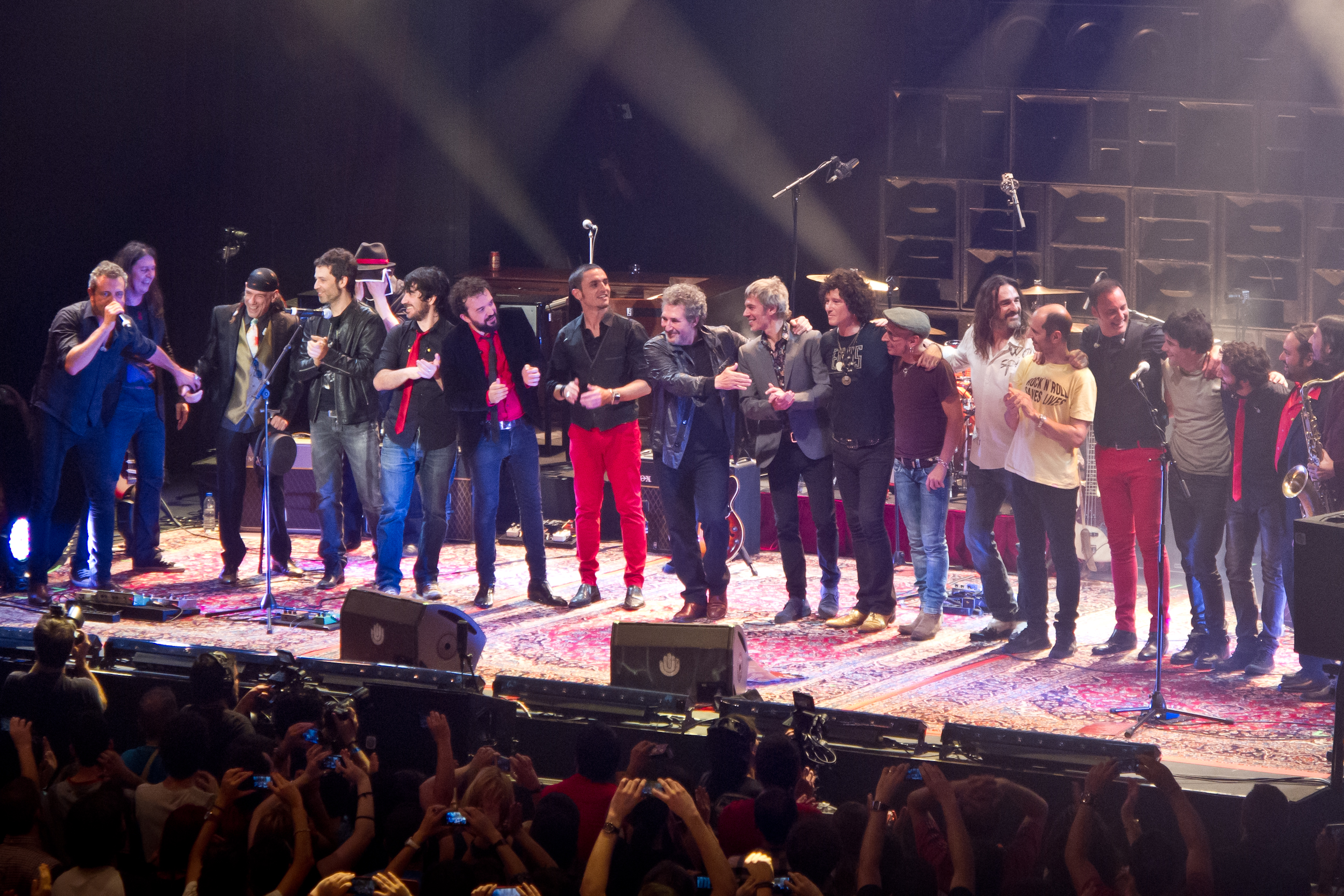
Guasones en Madrid, España (2014). Aquí los miembros de la banda junto M Clan, Miguel Ríos, Enrique Bunbury, Alejo Stivel y Ariel Rot.

En mayo de 2011, presentaron Parque de depresiones, álbum compuesto por 13 canciones, entre ellas "Heaven or hell" y una versión de «El forastero», en homenaje a Riff. Este álbum en diferencia a los dos anteriores ("Toro Rojo" y "Esclavo"), fue producido íntegramente por la banda. En octubre de ese año actuaron como banda soporte de Eric Clapton en el estadio River Plate.
El 7 de noviembre de 2012, CM (el Canal de la Música) transmitió en vivo la 14° edición de los Premios Gardel a la Música. "Parque de depresiones" fue seleccionado como Mejor Álbum Grupo de Rock, junto a Babasónicos por "A propósito" y Catupecu Machu por "El mezcal y la cobra", disco que resultó ganador.
En el comienzo del año 2013, la banda se va de gira a España donde tocan en distintas ciudades de ese país, acompañando a la banda amiga "M-Clan".
A mediados de marzo de 2013 sale a la venta "Acústico Gran Rex", grabado durante el show que Guasones dio el 17 de noviembre de 2012 en el emblemático teatro de Buenos Aires con entradas agotadas a un mes antes de la función. El material incluye un CD con 16 canciones en vivo y un DVD filmado a 14 cámaras que registraron los 21 temas reversionados que más de 3 mil personas corearon esa noche. La banda recibió a muchos músicos invitados, entre ellos Gonzalo Serodino, Yamil Salvador, Jorge Oss, Pablo Fortuna, Martín Laurino, Alejandro Gallardo, Micaela Grazella, Desiree Romero, Matías Pérez y Diego Occhipinti.
El 26 de junio de 2014 salió a la venta "Locales Calientes" el cual es el décimo disco editado de la banda el 7.º de estudio.
Contiene 12 canciones 11 canciones propias y un cover de Pappo. La producción del disco estuvo a cargo de Jimmy Rip. El disco fue prensetado en sociedad en El polideportivo de GELP y en la Ciudad de Buenos Aires con dos fechas en el teatro Vorterix.
El 7 de abril de 2017 salió a la luz en formato digital y físico "Hasta el final", el disco número 11 de la banda platense.
Contiene 12 canciones en donde la banda se vuelca más por el rock, el folk y el country. 5 de estas canciones fueron producidas por Coti Sorokin.
Un disco que recorre todo tipo de estados de ánimo: nostálgico en "Del olvido", melancólico en "Volar", folk-rock a lo Dire Straits en "Escapar", y un rockabilly con ecos de ZZ Top en "Ella sabe", para culminar con un rock & roll a lo Riff en homenaje al estudio de Álvaro Villagra, "Monsterland", con coro de niños incluido.
Presentaron el material con un doble show en Museum, los días 28 y 29 de abril. Y también, se presentaron el 3 de junio en el Club Atenas de La Plata.

### Cambios en la formación
El 8 de enero de 2016, 
la banda emitió un comunicado a través de la red social Facebook anunciando cambios en los integrantes y en el formato musical de la banda, abandonando tras diez años el formato big band y sumando a Matiás Sorokin como guitarrista. El comunicado fue el siguiente:

"Después de estos últimos años en los cuales pasaron muchos discos, shows y más importante las miles de horas de ensayo y ruta juntos, queremos agradecerles a todos los que nos acompañaron, músicos y técnicos que trabajaron con nosotros, especialmente a Yamil Salvador, Gonzalo Serodino y Diego Occipinti por bancar todas las idas y vueltas de los momentos compartidos. 
2016 trae nuevo formato más crudo, que es algo que artísticamente estamos buscando y necesitando para que lo que hacemos sea igual de placentero. Que sea Rock."
Guasones

### 2017 y "Hasta el final"
El 7 de abril de 2017 publican su octavo álbum de estudio "Hasta el final" con los sencillos "Espejo roto", "Canción para un amigo" y "Del olvido" como adelantos del disco

## Discografía

### Álbumes de estudio
- 2000: Guasones
- 2001: Con la casa en orden
- 2003: Como animales
- 2005: Toro rojo
- 2008: Esclavo
- 2011: Parque de depresiones
- 2014: Locales calientes
- 2017: Hasta el final
- 2022: El Huracán Vol. 9

### Álbumes en vivo
- 2006: El rock de mi vida (también primer álbum en DVD)
- 2009: Vivo Luna Park
- 2013: Acústico Gran Rex 2012
- 2014: Acústico Gran Rex Vol.2

### Álbum recopilatorio
- 2010: Vol. 7 ½

### Videos musicales
| Año  | Canción                    | Álbum                 |
| ---- | -------------------------- | --------------------- |
| 2003 | Todavía                    | Como animales         |
| 2003 | Amaneciendo                | Como animales         |
| 2003 | Baila, baila               | Como animales         |
| 2005 | Reyes de la noche          | Toro rojo             |
| 2006 | Down                       | Toro rojo             |
| 2006 | Gracias                    | Toro rojo             |
| 2006 | Dame                       | Toro rojo             |
| 2006 | Flores negras              | Toro rojo             |
| 2008 | Brillar                    | Esclavo               |
| 2008 | Como un lobo               | Esclavo               |
| 2009 | Farmacia                   | Esclavo               |
| 2011 | Heaven or hell             | Parque de depresiones |
| 2011 | Me estás tratando mal      | Parque de depresiones |
| 2012 | Perdón                     | Parque de depresiones |
| 2014 | Pobre tipo                 | Locales calientes     |
| 2015 | Tan distintos (ft. M Clan) | Locales calientes     |
| 2016 | Infierno blanco            | Locales calientes     |
| 2017 | Canción para un amigo      | Hasta el final        |
| 2017 | Espejo roto                | Hasta el final        |
| 2018 | Del olvido                 | Hasta el final        |
| 2018 | Nada que ganar             | Hasta el final        |